# 地球系统数值模拟装置
地球系统数值模拟装置是位于北京市怀柔区的一所重大科学设施，隶属中国科学院大气物理研究所。项目于2018年11月全面开工，2019年4月主体结构封顶，2020年底土建工程完工，2022年3月完成建设任务。
该装置旨在研究地球系统中的大气层、水圈、冰冻圈、岩石圈和生物圈的物理、化学及生物过程及其相互作用，探讨这些相互作用对地球整体系统以及中国区域环境的影响。通过结合模拟和观测数据，提升预测的精度，并实现对地球系统复杂过程在中尺度分辨率下的定量描述和模拟。相关研究将为国家在防灾减灾、应对气候变化及大气环境治理等方面提供科学依据。同时，该装置还促进了地球系统科学各分支学科之间的交叉融合。

## 建设情况
- 2018年11月全面开工。[2]
- 2019年4月主体结构封顶。[2]
- 2020年底土建工程完工。[2]
- 2022年3月完成建设。[2]